# الکسیس رن
الکسیس رن (به انگلیسی: Alexis Ren) (زاده ۲۳ نوامبر ۱۹۹۶) مدل آمریکایی است.